# Manley (Cheshire)
Pour les articles homonymes, voir Manley.

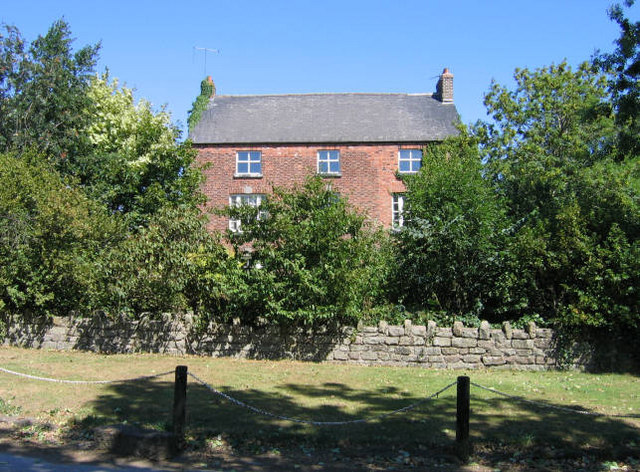
Manley Old Hall.

Manley est une civil parish située dans l'autorité unitaire de Cheshire West and Chester, dans le comté traditionnel du Cheshire, au nord-ouest de l'Angleterre. Le village contient les restes d'une motte castrale médiévale, le Kingsley Castle.